# Польща на зимових Олімпійських іграх 1984
Польща на зимових Олімпійських іграх 1984 року, які проходили в югославському місті Сараєво, була представлена 30 спортсменами (24 чоловіками та 6 жінками) у 6 видах спорту. Прапороносцем на церемоніях відкриття та закриття Олімпійських ігор був лижник Юзеф Лущек. Польські спортсмени не здобули жодної медалі.

## Гірськолижний спорт
| Спортсмен               | Змагання                  | Фінал         | Фінал   | Фінал   | Фінал |
| Спортсмен               | Змагання                  | Спуск 1       | Спуск 2 | Разом   | Місце |
| ----------------------- | ------------------------- | ------------- | ------- | ------- | ----- |
| Єва Грабовська          | гігантський слалом, жінки | 1:12.45       | 1:15.10 | 2:27.55 | 33    |
| Дорота Тлалка-Могоре    | гігантський слалом, жінки | 1:11.91       | 1:14.99 | 2:26.90 | 30    |
| Дорота Тлалка-Могоре    | слалом, жінки             | не фінішувала | –       | –       | –     |
| Єва Грабовська          | слалом, жінки             | 50.06         | 49.56   | 1:39.62 | 13    |
| Малгожата Тлалка-Могоре | слалом, жінки             | 49.20         | 48.77   | 1:37.97 | 6     |

## Ковзанярський спорт
| Дисципліна    | Спортсмен          | Забіг   | Забіг |
| Дисципліна    | Спортсмен          | Час     | Місце |
| ------------- | ------------------ | ------- | ----- |
| 500 м, жінки  | Ліліанна Моравець  | 43.43   | 15    |
| 500 м, жінки  | Зофія Токарчик     | 43.13   | 14    |
| 500 м, жінки  | Ервіна Рись-Ференс | 42.71   | 9     |
| 1000 м, жінки | Зофія Токарчик     | 1:26.95 | 14    |
| 1000 м, жінки | Ліліанна Моравець  | 1:26.53 | 10    |
| 1000 м, жінки | Ервіна Рись-Ференс | 1:25.81 | 7     |
| 1500 м, жінки | Ліліанна Моравець  | 2:39.37 | 30    |
| 1500 м, жінки | Ервіна Рись-Ференс | 2:08.08 | 5     |
| 3000 м, жінки | Ервіна Рись-Ференс | 4:42.90 | 14    |

## Лижні перегони
| Дисципліна                            | Спорстмени | Дистанція | Дистанція |
| Дисципліна                            | Спорстмени | Час       | Місце     |
| ------------------------------------- | ---------- | --------- | --------- |
| 15 км, гонка переслідування, чоловіки | Юзеф Лущек | 45:04.8   | 36        |
| 30 км, клас. стиль, чоловіки          | Юзеф Лущек | 1'38:11.7 | 41        |
| 50 км, віл. стиль, чоловіки           | Юзеф Лущек | 2'25:46.9 | 27        |

## Стрибки з трапліна
| Спортсмен  | Дисципліна          | Стрибок 1 | Стрибок 1 | Стрибок 2 | Стрибок 2 | Разом | Разом |
| Спортсмен  | Дисципліна          | Відстань  | Бали      | Відстань  | Бали      | Бали  | Місце |
| ---------- | ------------------- | --------- | --------- | --------- | --------- | ----- | ----- |
| Януш Малік | нормальний трамплін | 78.0      | 85.8      | 82.5      | 95.0      | 180.8 | 30    |
| Пйотр Фіяс | нормальний трамплін | 87.0      | 103.2     | 88.0      | 101.3     | 204.5 | 7     |
| Януш Малік | великий трамплін    | 85.0      | 65.2      | 84.0      | 62.3      | 127.5 | 46    |
| Пйотр Фіяс | великий трамплін    | 103.0     | 96.9      | 95.0      | 83.7      | 180.6 | 17    |

## Фігурне катання
| Спортсмени          | Дисципліна       | CF | SP | FS | Разом | Разом |
| Спортсмени          | Дисципліна       | CF | SP | FS | Бали  | Місце |
| ------------------- | ---------------- | -- | -- | -- | ----- | ----- |
| Гжегож Філіповський | Чоловіче катання | 12 | 12 | 15 | 27,0  | 12    |

## Хокей
|  | Склад команди Анджей Хованець Анджей Гахула Анджей Уйварий Анджей Забава Анджей Новак Габріель Самолей Генрик Грут Генрик Питель Ян Пєцко Ян Стопчик Януш Адамець Єржи Христ Христіан Сікорський Лешек Яхна Людвик Синовець Марек Холева Роберт Шопінський Станіслав Клоцек Веслав Жобчик Влодзімеж Ольшевський |

### Група A
Дві найкращі команди пройшли у медальний залік
| Команда   | Pld | W | L | T | GF | GA | Pts |
| --------- | --- | - | - | - | -- | -- | --- |
| СРСР      | 5   | 5 | 0 | 0 | 42 | 5  | 10  |
| Швеція    | 5   | 3 | 1 | 1 | 34 | 15 | 7   |
| ФРН       | 5   | 3 | 1 | 1 | 27 | 17 | 7   |
| Польща    | 5   | 1 | 4 | 0 | 16 | 37 | 2   |
| Італія    | 5   | 1 | 4 | 0 | 15 | 31 | 2   |
| Югославія | 5   | 1 | 4 | 0 | 8  | 37 | 2   |

- СРСР 12-1  Польща
- ФРН 8-5  Польща
- Італія 6-1  Польща
- Швеція 10-1  Польща
- Польща 8-1  Югославія

### Матч за 7 місце
| Команда 1 | Рахунок | Команда 2 |
| --------- | ------- | --------- |
| США       | 7–4     | Польща    |